# Georges Thill
Georges Thill (Parigi, 14 dicembre 1897 – Draguignan, 17 ottobre 1984) è stato un tenore francese, spesso considerato il più grande tenore lirico drammatico del suo paese. Nato a Parigi, la sua carriera durò dal 1924 al 1953, raggiungendo l'apice negli anni '30.

## Carriera
Allievo del tenore napoletano Fernando De Lucia (1860-1925), Thill debuttò all'Opéra di Parigi nel 1924 e continuò ad esibirsi sia lì che all'Opéra-Comique per diversi decenni, con un fitto calendario di spettacoli.
Cantò inoltre in tutta Europa e in Sud America, conquistando il plauso del pubblico e della critica alla Scala di Milano, al Teatro dell'Opera di Roma, all'Arena di Verona, al Teatro dell'Opera di Vienna, al Teatro Colón di Buenos Aires e alla Royal Opera House del Covent Garden a Londra. Diede anche 14 spettacoli, in sette ruoli, in due stagioni (1931-1932), al Metropolitan Opera di New York; ma ebbe difficoltà ad adattarsi all'ambiente culturale americano, a lui sconosciuto, incontrando problemi di salute e, di conseguenza, fu meno apprezzato dal pubblico del Met.
La sua voce iniziò a mostrare segni di declino durante gli anni '40 e si ritirò dalle scene nel 1953. Morì nel 1984 a Draguignan.

## Repertorio
In ordine cronologico il repertorio operistico di Thill spaziava da Gluck a Puccini e comprendeva opere di Gounod, Massenet, Berlioz, Meyerbeer, Wagner, Verdi e Leoncavallo, tra gli altri. Si esibiva anche in recital e frequentava assiduamente gli studi di registrazione. Incise numerosi dischi a 78 giri di arie e duetti d'opera francesi, italiani e tedeschi e partecipò alla registrazione dell'intera opera Werther di Massenet per la Columbia Records francese. I suoi dischi migliori, risalenti al periodo tra il 1927 e il 1940 circa, mettono in risalto il timbro brillante della sua voce al massimo splendore, oltre a dimostrare il suo gusto impeccabile, il fraseggio elegante e la dizione cristallina.
Thill apparve anche in diversi filmati e film in lingua francese, tra cui Louise (1939), tratto dall'opera di Gustave Charpentier. Il film fu diretto da Abel Gance e vedeva Grace Moore come co-protagonista di Thill. Nella vita privata, Thill, pur essendo un musicista dedito alla sua arte, amava la convivialità fuori dal palcoscenico e in seguito attribuì alla sua propensione a bruciare la candela da entrambe le parti la breve durata del suo periodo di massimo splendore vocale.
Per la sua carriera operistica, Thill conseguì il titolo di Cavaliere della Legione d'onore francese nel 1934.

## Registrazioni selezionate su CD
Molti dei dischi a 78 giri di Thill sono disponibili in riedizioni su CD della EMI e dell'etichetta Preiser. La Naxos Records ha prodotto un cofanetto di due CD che contiene sei arie di Massenet cantate da Thill e la sua registrazione completa del ruolo principale dell'opera Werther di Massenet, realizzata nel gennaio 1931. In questo cofanetto è affiancato da Ninon Vallin e Germaine Féraldy, con il coro e l'orchestra dell'Opéra national de Paris diretti da Élie Cohen. (Naxos Historical 8.110061-62.)